# Ростовская операция (1943)
Ростовская наступательная операция 1943 года (1 января — 18 февраля 1943 года) — наступательная операция войск Южного фронта, проведённая при содействии Закавказского фронта, а с 24 января — Северо-Кавказского фронта; часть Северо-Кавказской операции 1943 года (под кодовым обозначением операция «ДОН»).
Цель — освободить Ростов-на-Дону, отрезать пути отхода северо-кавказской группировке противника на север.

## Предыстория
См. Котельниковская операция

## Ход операции
1 января войска Южного фронта перешли в наступление. За две недели боёв они продвинулись на 150—200 км и вышли в излучину Дона и Манычского бассейна. К исходу 23 января войска Южного фронта вышли на рубеж Северский Донец, Дон, Весёлый, Целина.

### Сражение под станицей Манычская
Опубликованные воспоминания начальника штаба 48-го танкового корпуса Ф. Меллентина, воспроизводят следующую версию боевых действий сторон второй половины января 1943 года.

#### События, непосредственно предшествовавшие сражению
Непосредственно после Рождества, в результате удачного взаимодействия 6-й и 11-й немецких танковых дивизий под Тацинской был разгромлен 2-й гвардейский танковый корпус в составе 4-й гвардейской, 2-й, 54-й танковых и 24-й мотострелковой бригад. Однако, после ухода немецкой 11-й танковой дивизии оборонять позиции на реке Чир стало невозможно. Сопротивление немецких частей было сломлено. Нависла угроза окружения советскими войсками всего южного крыла Восточного фронта у морского побережья.
В январе 1943 года положение немцев и румын на Кавказе стало критическим. 17-я армия отходила на Кубанский плацдарм, а 1-я танковая армия двигалась к Ростову-на-Дону. Сдерживая натиск трёх советских армий, оперативная группа «Холлидт» и 48-й танковый корпус (в состав корпуса входили 6-я, 7-я танковые и 302-я пехотная дивизии) отошли к реке Северский Донец. Остатки 4-й танковой армии генерала Гота (в составе 57-го танкового корпуса с его двумя 17-й и 23-й танковыми дивизиями и 16-й мд) были выбиты советскими войсками из-под Котельниково и отброшены к реке Сал. 20 января 1943 года советские части силами четырёх корпусов под командованием генерала Ерёменко на фронте 4-й танковой армии продвинулись вниз по реке Маныч до впадения в Дон. 4-я танковая армия отступила со своих позиций на реке Сал и далее была оттеснена на реку Маныч юго-восточнее Ростова. Генерал-полковник Гот сумел с помощью своего начальника штаба генерала Фангора организовать удачные действия 4-й танковой армий и задержать продвижение советской армии, преследовавшей его «по пятам с фронта». Одновременно, он избежал окружения путём нанесения коротких и быстрых ударов на обоих флангах.
Советское командование первоочередной задачей считало взятие не Ростова-на-Дону, а Батайска (это позволяло прекратить сообщение с кавказской группировкой немецких войск по железной и автомобильной дорогам) и Азова (что полностью перекрывало возможность сообщения с кавказской группировкой немецких войск по суше). В директиве Ставки Верховного Главнокомандования от 23 января 1943 года за подписью И. Сталина говорилось:
Захват Батайска нашими войсками имеет большое историческое значение. Со взятием Батайска мы закупорим армии противника на Северном Кавказе, не дадим выхода в районы Ростова, Таганрога, Донбасса 24 немецким и румынским дивизиям.
…
Войскам Южного фронта необходимо отрезать 24 дивизии противника на Северном Кавказе от Ростова, а войска Черноморской группы Закавказского фронта, в свою очередь, закроют выход этим дивизиям противника на Таманский полуостров.
…

Основные силы Южного фронта, расположенные в районе Маныча и южнее Дона, необходимо немедленно двинуть на Батайск для захвата Батайска и Азова, для перехвата основных путей отхода противника и для окружения его отходящих частей, с тем чтобы вся техника противника осталась на месте.— Директива Ставки ВГК № 30025 командующему войсками Южного фронта на разгром северокавказской группировки противника.
По расчётам немецкого командования, 4-я танковая армия должна была предотвратить удар советских войск в тыл 1-й немецкой танковой армии, отступающей с Кавказа и воспрепятствовать прорыву советской армии вдоль нижнего течения Дона на Ростов-на-Дону.
 Было ясно, что сил армии не хватит для того, чтобы перекрыть для продвижения противника всю территорию от нижнего течения Дона до северных предгорий Кавказа.— Эрих фон Манштейн. Утерянные победы. — Ростов н/Д.: Издательство «Феникс», 1999. — 640 с. — С. 428.
.
Советской армии удалось форсировать реку Маныч и овладеть станицей Манычской, расположенной на западном берегу. Смелым броском советские танки достигли аэродрома города Ростова, отрезав пути отхода 1-й танковой армии. Появилась возможность взятия Ростова-на-Дону советской армией и блокирования путей отхода с Кавказа немецких частей под командованием фельдмаршала фон Клейста.

#### Сражение за Манычскую
Командование группы армий «Дон» приняло решение использовать 7 и 11 танковые дивизии для нанесения контрудара по советским частям, наступающим через нижний Маныч на Ростов. 22 января Манштейн переправил 11-ю танковую дивизию генерала Балька на южный берег Дона для поддержки контрудара 4-й танковой армии. 23 января 11 танковая дивизия во взаимодействии с 16 мд нанесла удар по наступающим советским частям и отбросили их к станице Манычской. 24 января немецкие части атаковали станицу, но были отбиты. Советская армия сильно укрепила станицу: между домами были расположены неподвижные танковые точки, которые трудно было не только подавить, но и обнаружить.
«Важно было захватить станицу с её большим мостом через реку Маныч, так как наличие этого моста в руках русских давало им возможность в любое время возобновить наступление на Ростов. 25 января 11-я танковая дивизия получила приказ ликвидировать плацдарм русских любой ценой».
Как отмечает в своих воспоминаниях Ф. Меллентин, для успеха второй атаки важно было заставить танки, замаскированные главным образом в южной части станицы, выйти из своих укрытий. Для достижения этой цели немецкая артиллерия сосредоточила огонь на северо-восточной окраине станицы. Под прикрытием дымовой завесы была предпринята ложная атака с использованием бронетранспортёров. Советские танки начали перемещаться в северную часть станицы. Затем огонь дивизионной артиллерии был внезапно перенесён на южную окраину станицы и сосредоточен на участке прорыва. Темп стрельбы был доведён до максимального. При этом одна батарея немцев продолжала поддерживать дымовыми снарядами ложную атаку. Танки 15-го танкового полка атаковали станицу с юга и захватили советские оборонительные сооружения. Советские танки были атакованы с тыла и уничтожены. Прорыв 15-го полка был осуществлён в месте первого неудачного прорыва. «Пехота русских бежала за реку, даже не успев разрушить мост». В этом бою немцами было захвачено 60 противотанковых орудий, уничтожено 28 танков. С советской стороны потери в живой силе — более 500 человек убитыми и ранеными. По мнению немецкого командования, немцы понесли незначительные[какие?] потери. Эта хорошо подготовленная атака 11-й танковой дивизии временно остановила наступление советской армии на Ростов-на-Дону с юга и обеспечила возможность продолжить вывод немецких войск с Кавказа и их снабжение по суше в течение почти трёх недель.

#### Последующие события
Однако, как пишет в своих мемуарах Эрих фон Манштейн, обстановка на южном фланге 4-й танковой армии оставалась критической. Советская армия возобновила давление между 4-й танковой армией и 1-й танковой армией с целью охватить 4-ю танковую армию с юга и оттеснить 1-ю танковую армию от Ростова. К 31 января у немецкого командования появилась надежда, что 1-й танковой армии удастся отойти через Ростов и своевременно сосредоточиться на реке Северский Донец с тем, чтобы помешать прорыву советских войск через Донец к морскому побережью. 4—5 февраля положение на фронте группы армий «Дон» заметно обострилось. Советские войска сильно теснили 4-ю танковую армию, прикрывающую Ростовскую переправу через Дон и отход 1 танковой армии через Ростов. Две советские армии 44-я и 58-я присоединились к тем трём (51-я, 2-я гвардейская и 28-я армии), которые действовали против 4-й танковой армии. Было понятно, что советская армия готовит наступление крупными силами на Ростов.
Командующий группой армий «Дон» Эрих фон Манштейн отмечал, что в связи с возникшей угрозой необходимо было вывести с «балкона» 4-ю танковую армию путём сокращения линии фронта: восстановить позиции 1941 года от рубежа Миуса и далее на север до Донца. Он считал, что будет оперативной ошибкой пытаться удержать линию фронта на Северском Донце и нижнем Дону без каких-либо активных действий. Немецкой армии необходим был своевременный удар со стороны Харькова и нанесение советской армии поражения северо-восточнее города до начала весны.
7 февраля советская армия взяла Батайск — пригород города Ростова, который расположен на южном берегу Дона. Это позволило прервать железнодорожное сообщение с немецкой группировкой на Кавказе.
14 февраля части советской 28-й армии (командующий — генерал В. Ф. Герасименко) овладели городом Ростов-на-Дону.
Советские войска были остановлены на реке Миус, где немцы построили сильно укреплённый оборонительный рубеж. 18 февраля советские войска перешли к обороне. Этим закончилась Ростовская наступательная операция 1943 года.

## Итоги
Освобождена бо́льшая часть Ростовской области.
Из-за недостатка сил не удалось своевременно отрезать путь вывода немецких и румынских войск с Кавказа через Ростов-на-Дону — в частности, была успешно выведена с Кавказа немецкая 1-я танковая армия.